# Ty Walz

Virginia Tech Hokies

Ty Ryan Jack Walz (ur. 11 marca 1994) – amerykański zapaśnik walczący w stylu wolnym. 
Trzeci na MŚ U-23 w 2017 roku. 
Zawodnik St. Edward High School z Lakewood i Virginia Polytechnic Institute and State University. Trzy razy All-American w NCAA Division I (2015-2017). Czwarty w 2016 i 2017; siódmy w 2015 roku.